# Louis-Alexandre Vincent
Pour les articles homonymes, voir Vincent.
Louis-Alexandre Vincent, né le 29 juin 1842 à Brest (Finistère) et mort le 27 mai 1904 à Paris, est un médecin militaire français.

## Biographie

### Premières années
Louis-Alexandre Vincent naît le 29 juin 1842 à Brest (Finistère).
 Fils de François Adolphe Vincent, docteur en médecine, pharmacien et professeur de la Marine à Brest, et de Marie Alexandrine Bazil, mariés à Brest le 9 mai 1841 et domiciliés à Brest.
Il est le père du Général Jean Vincent.
Il entre en 1860 à l'École de médecine navale de Brest
Durant ses études de médecine, il embarquera deux fois pour rejoindre les troupes françaises engagées dans l’intervention française au Mexique
Quelques années avant sa mort, Louis-Alexandre Vincent avait envisagé d’ajouter à son nom celui de sa grand-mère "Kérouman" et se faisait appeler Vincent de Kérouman.

### Carrière
Il entra au service à l'âge de dix-huit ans, en qualité d'étudiant à l'école de médecine navale de Brest (mai 1861-mai 1862), où son père était pharmacien inspecteur et où fut notamment formé Dominique Larrey.
Il est nommé chirurgien de 1ère classe  le 24 mai 1862 (mai 1862-14 décembre 1865), chirurgien de 2ème classe (14 décembre 1865-24 octobre 1869.

Lors d'une grave épidémie de choléra qui sévit à Brest pendant les années 1865 et 1866, la conduite du jeune chirurgien fut si remarquée que sa ville natale lui décerna une épée d'honneur.
Après deux années d'études, il fut nommé médecin de 1ère classe (24 octobre 1869-6 décembre 1880) et gravit ensuite rapidement, au concours, les divers degrés de la hiérarchie :
Médecin major en 1881 sur le croiseur Champlain
Médecin principal (1885)
Médecin en chef (1892
Il servit au Mexique, au Gabon, en Chine, etc., et pendant plus de vingt ans accompagna les soldats et les marins français sur tous les points du globe.
Il poursuivra sa carrière de médecine d’escadre p sur toutes les mers du globe. Dès son premier embarquement il met en application les enseignements tirés lors de ses deux voyages au Mexique : surveillance de l’état de santé et amélioration de la vie de l’équipage. Aux escales il s’intéresse à la vie de la population, à leurs mœurs et à leurs maladies endémiques, en particulier le choléra, le paludisme, et à la fièvre jaune. En 1883, il participe avec d’éminents savants du Muséum à bord du Talisman à l’exploration des fonds océaniques, expédition dirigée par Alphonse Milne-Edwards.
Ses différentes études sont envoyées aux revues scientifiques et lui valent en 1883 une médaille de la Société de Géographie, en 1888 le Prix de Médecine Navale, en 1897 le Prix Baron Larrey de l’Académie de Médecine, et en 1899 le prix Montyon de l’Académie des Sciences.
En 1890, il fut appelé à Paris comme secrétaire du conseil supérieur de santé de la marine. Bientôt après, il était promu médecin en chef et remplissait en cette qualité successivement les fonctions de médecin des escadres de la Méditerranée et du Nord. Enfin en 1902, il était nommé médecin inspecteur des troupes coloniales. M. Vincent était officier de la Légion d'honneur et de l'Instruction publique. Il avait été nommé correspondant national de l'Académie de médecine en 1899.
Il est choisi en 1898 pour être Directeur du Service de Santé des Troupes Coloniales qui viennent d’être créées.
Il est élu en 1899 Membre correspondant de l’Académie de Médecine et du Muséum d’Histoires Naturelles.
Il est nommé Médecin Général Inspecteur le 28 juin 1902.
En 1904, il est promu Officier de l’Instruction Publique, il était Officier d’Académie depuis 1884.
Il décède subitement à Paris le 27 mai 1904.
Son éloge à l'Académie de Médecine sera faite par son ami d'enfance, le Médecin-Inspecteur général Alexandre Kermorgant qui dira de lui "« D'un caractère aimable et conciliant, prêt à se prodiguer dans toutes les circonstances, remplissant avec une conscience scrupuleuse ses devoirs de médecin, Vincent a conquis partout ou il est passé l'estime et la considération de tous. » 

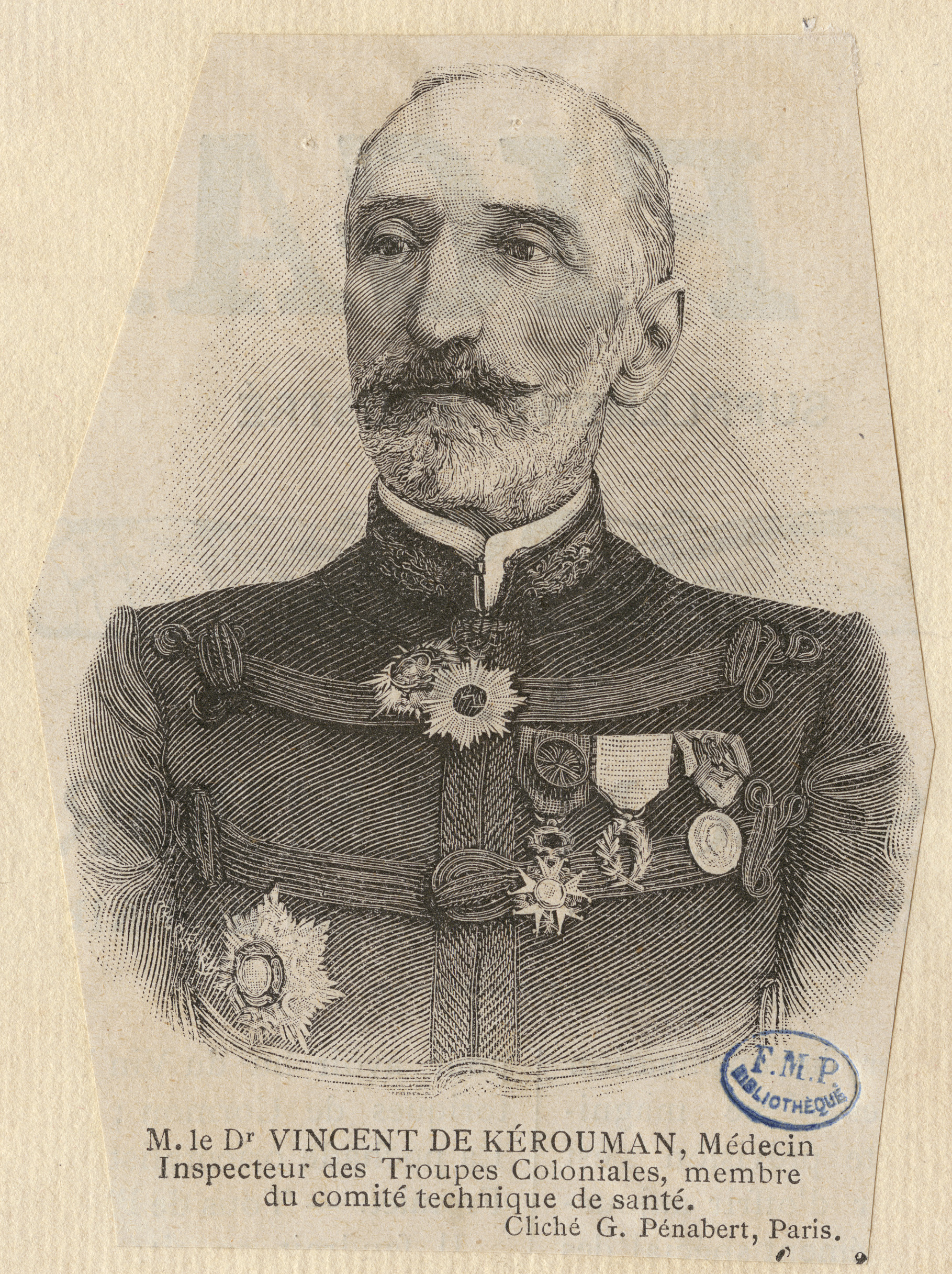
Louis-Alexandre Vincent de Kérouman

## Décoration
- Officier de la Légion d'honneur 1895
- Officier de l'ordre des Palmes académiques (à l'époque Officier de l'Instruction Publique et Officier d'Académie) 1884 et 1904
- Médaille commémorative de l'expédition du Mexique (1862)
- Commandeur de l'Ordre du Soleil levant
- Modèle:Déco Commandeur dans l'ordre du libérateur avec plaque 1887
- Ordre du Médjidié Commandeur avec plaque 1893
- Commandeur de l'ordre du Nichan Iftikhar 1893
- Commandeur dans l'ordre du Lion et du Soleil 1893
- Commandeur de ordre de l'Étoile d'Anjouan

### Sources et liens externes
- le Comité des travaux historiques et scientifiques : 'https://cths.fr/an/savant.php?id=101145#
- SMLH : https://www.smlh29n.fr/memorial/legionnaires/13304-vincent-louis-alexandre